# Lamberto Rubio Vázquez
Lamberto Rubio Vázquez, né le 28 novembre 1936, est un ancien arbitre mexicain de football. Il débuta en 1967 dans le championnat mexicain, devint arbitre international de 1974 à 1986.

## Carrière
Il a officié dans des compétitions majeures :
- Coupe du monde de football des moins de 20 ans 1979 (1 match)
- JO 1980 (2 matchs)
- Coupe intercontinentale 1981 (finale)
- Coupe du monde de football de 1982 (2 matchs)